# Parbhani (huyện)
Huyện Parbhani là một huyện thuộc bang Maharashtra, Ấn Độ. Thủ phủ huyện Parbhani đóng ở Parbhani. Huyện Parbhani có diện tích 6511 ki lô mét vuông. Đến thời điểm năm 2001, huyện Parbhani có dân số 1491109 người.